# カウサリヤー

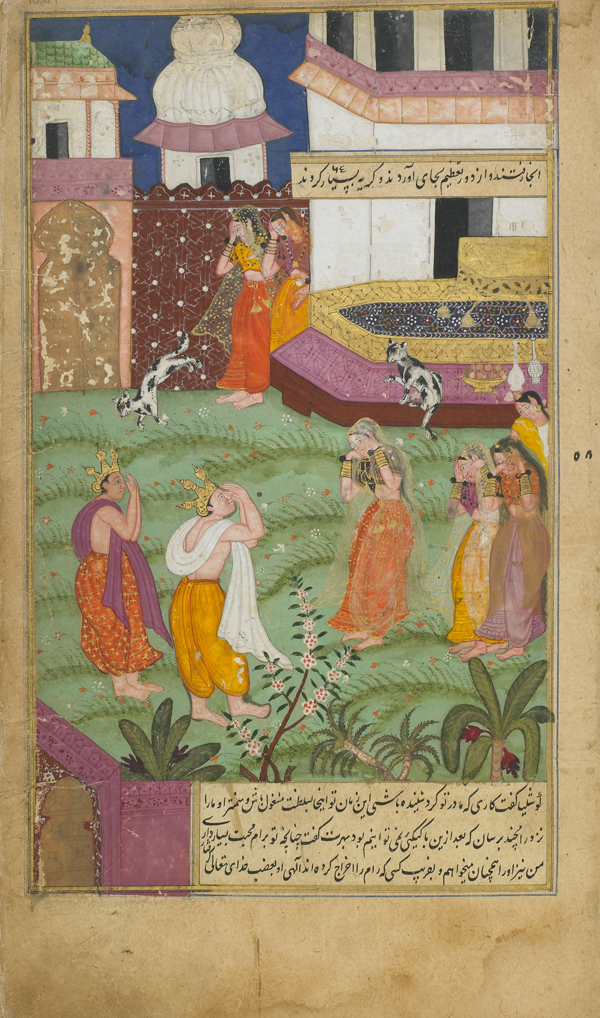
バラタとシャトルグナはカウサリヤーを慰めに来た。

カウサリヤー（Kausalyā, 梵: कौसल्या）は、インド神話の叙事詩『ラーマーヤナ』に登場する女性。ダシャラタ王の第一王妃で、英雄ラーマの母。
ダシャラタ王が王子誕生を祈願した馬祀祭でカウサリヤーはいくつかの儀式に参加し、また王の馬を屠殺するという重要な役目を担った。この祭典によって王は神々の使者から天上の甘露を授かり、カウサリヤーは甘露の半分を得て懐妊し、ラーマを生んだとされる。
後にカイケーイーの陰謀によってラーマが追放されることになったとき、カウサリヤーは王の命令に従おうとするラーマを必死に説得しようとしたがその甲斐もなく、ラーマはシーターとラクシュマナを連れて王宮を後にした。